# Alain Delon
Alain Fabien Maurice Marcel Delon Arnold (Sceaux, Altos del Sena, 8 de noviembre de 1935-Douchy-Montcorbon, 18 de agosto de 2024), conocido como Alain Delon, fue un actor de cine francés. 
Reconocido como protagonista cultural y cinematográfico del siglo XX, Delon se convirtió en uno de los principales actores europeos de los años 1960, 1970 y 1980, y se convirtió en un símbolo sexual internacional. Se le considera una de las figuras más conocidas del panorama cultural francés. Su estilo, apariencia y roles, que lo convirtieron en un ícono internacional, le dieron una popularidad duradera. Es considerado uno de los mejores actores franceses de todos los tiempos.
Apareció en películas que atrajeron a un total de 134 millones de espectadores, lo que lo convirtió en una estrella de taquilla, al mismo tiempo que Louis de Funès y Jean-Paul Belmondo. Habiendo compartido cartel con grandes actores como Jean Gabin, Simone Signoret, Romy Schneider o Lino Ventura, un gran número de películas en las que interpretó se han convertido en clásicos del cine, entre las que destacan: A pleno sol (dirigida por René Clément, 1959), Rocco y sus hermanos (dirigida por Luchino Visconti en 1960), El eclipse (dirigida por Michelangelo Antonioni en 1962), El gatopardo (también de Visconti, 1963), El silencio de un hombre (Le samouraï, dirigida por Jean-Pierre Melville, 1967) y Nuestra historia (de Bertrand Blier, 1984).

## Biografía

### Primeros años
Alain Delon nació en Sceaux, en los Altos del Sena, uno de los suburbios de clase alta de París. Sus padres, Édith Arnold (1911-1995) y Fabien Delon (1904-1977), se divorciaron cuando Delon tenía cuatro años. Ambos volvieron a casarse con otras personas por lo que, como resultado, Delon tuvo tres hermanastros. Su abuela paterna era una corsa de Prunelli-di-Fiumorbo. Cuando sus padres se divorciaron, Delon fue enviado a vivir con padres adoptivos. Cuando estos murieron, sus padres biológicos tomaron su custodia compartida, pero el acuerdo resultó insatisfactorio. Fue a un internado católico, el primero de varias escuelas de las que fue expulsado debido a un comportamiento rebelde. Dejó la escuela con 14 años y trabajó durante un periodo corto de tiempo en la carnicería de su padrastro. Con 17 años, se fue alistado durante tres años en la Marina francesa, y entre 1953 y 1954 sirvió como paracaidista durante la guerra de Indochina.

### Entrada en el cine y salto al estrellato

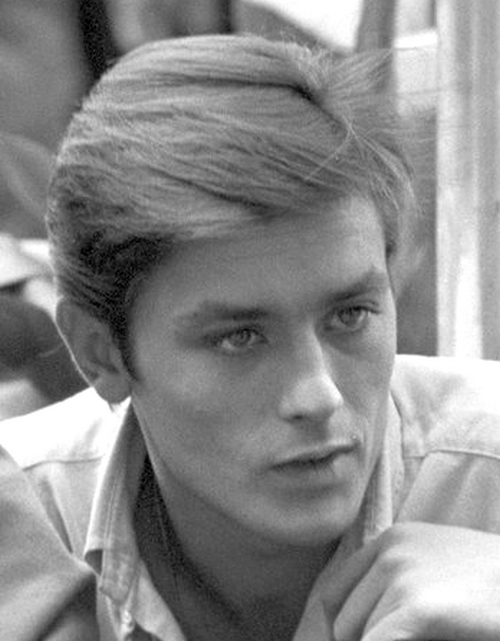
Delon en 1959.

En 1956, después de ser licenciado con deshonor de la Marina, volvió a Francia. Durante ese tiempo, trabajó en pequeños trabajos como camarero, portero, secretario o vendedor. En ese tiempo y gracias a su apostura y notable apariencia conoció a la actriz Brigitte Auber e hizo con ella un viaje al Festival Internacional de Cine de Cannes, donde su carrera comenzó.
En Cannes, fue visto por el productor estadounidense David O. Selznick. Después de una prueba de cámara en Roma, Selznick le ofreció un contrato, siempre que aprendiera inglés. Delon volvió a París para estudiarlo pero se encontró con el director francés Yves Allégret, que le convenció para que se quedara en Francia e iniciara su carrera en su propio país. Selznick le permitió cancelar su contrato y Allégret le ofreció su debut en el cine con Edwige Feuillère, Quand la femme s'en mêle (1957). Marc Allégret le eligió para el reparto de Una rubia peligrosa, film en el que también debutaba Jean-Paul Belmondo. Su primer papel principal fue en Amoríos dirigida por Pierre Gaspard-Huit en el que compartió protagonismo con Romy Schneider, con la que empezó un romance en la vida real. Esa película se convirtió en una de las más taquilleras de ese año en Francia.
Siguió su carrera con la comedia Débiles mujeres de Michel Boisrond, que fue un auténtico éxito en Francia y la primera película que fue exhibida en Estados Unidos. Delon viajó a Nueva York para promocionar la película.

En 1960, protagonizó dos películas que consolidaron aún más su reputación internacional. La primera de ellas fue el largometraje de René Clément A pleno sol (Plein Soleil) basada en la novela El talento de Mr. Ripley de Patricia Highsmith. Allí encarnó el papel protagonista de Tom Ripley con elogios de la crítica (incluso la propia Highsmith se declaró una fan de su actuación). La película también fue un éxito en Francia y entró el circuito de los países anglófonos. 

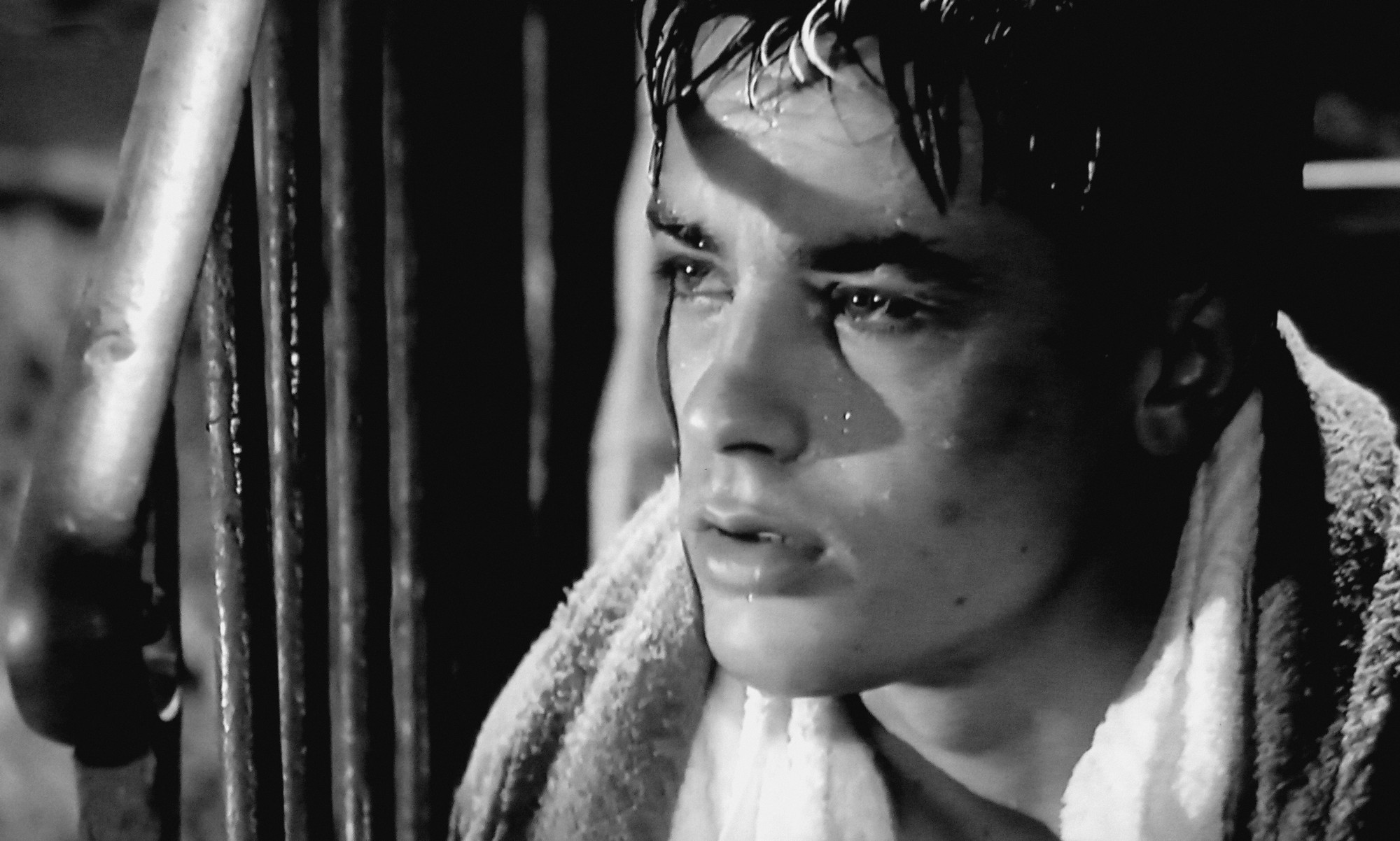
Delon en Rocco y sus hermanos (1960)

Después de esto, protagonizó el largometraje Rocco y sus hermanos de Luchino Visconti, que volvería a ser un auténtico éxito de público además de consagrarlo como un gran actor. El crítico Bosley Crowther de The New York Times escribió que el trabajo de Delon era «conmovedoramente flexible y expresivo». A los 23 años ya era conocido como el sucesor de Gérard Philipe y Jean Marais, así como del estadounidense James Dean. Fue apodado la versión masculina de Brigitte Bardot y considerado el enfant terrible del cine europeo.
En 1961, hizo su debut en el teatro con la obra de John Ford 'Tis Pity She's a Whore junto a Romy Schneider en París. Visconti dirigió la producción teatral que batió récords de taquilla. Volvió a reunirse con René Clément para protagonizar la comedia italiana sobre el fascismo, Que alegría vivir (Che gioia vivere), sin mucho éxito. Más popular fue la película repleta de estrellas Amores célebres (Amours célèbres) en el que protagonizó el segmento de Alberto III de Baviera junto a Brigitte Bardot. Durante este tiempo, Delon sonó como uno de los posibles candidatos para protagonizar Lawrence de Arabia. A cambio de esto, firmó con Seven Arts a un acuerdo de cuatro películas, incluida una película internacional de gran presupuesto sobre Marco Polo y The King of Paris sobre Alejandro Dumas. Ninguno de sus proyectos llegó a ver la luz. En su lugar, protagonizó el film de Michelangelo Antonioni El eclipse (L'Eclisse) junto a Monica Vitti, un éxito de crítica, aunque no fue acompañada por la taquilla. Más popular fue la película El diablo y los diez mandamientos, en un segmento junto a Danielle Darrieux.

### Contrato con MGM

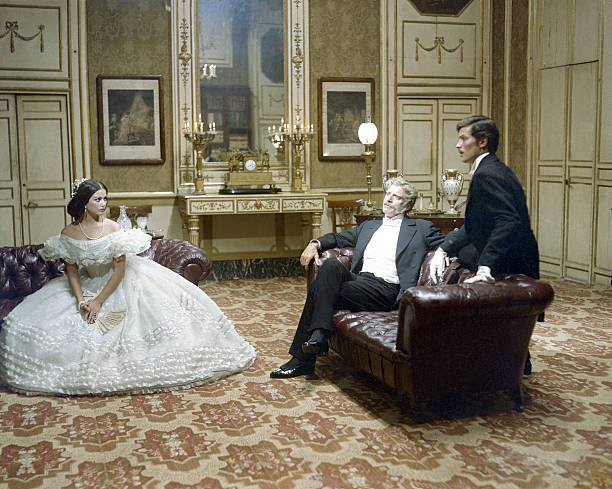
Delon en una escena de El gatopardo (1963)

El productor Jacques Bar estaba haciendo una película de atracos con Jean Gabin con el respaldo de MGM, titulada Gran jugada en la Costa Azul (Mélodie en sous-sol). El coprotagonista de Gabin estaba destinado a ser Jean-Louis Trintignant hasta que Delon presionó a Bar para el papel. Tomó los derechos de distribución de la película en ciertos países en lugar de un salario directo. Como nunca se había hecho esto anteriormente en Francia, esto fue conocido como el «método Delon». La apuesta dio buenos resultados, con Jean Gabin afirmando más tarde que Delon ganó 10 veces más dinero como resultado. De todas maneras, en 1965, Delon afirmó que «nadie más lo ha intentado desde entonces y ha ganado dinero». Sin embargo, la experiencia le dio un gusto por la producción. También firmó un contrato de cinco películas con MGM, del cual Mélodie en sous-sol fue la primera. 
Su reputación llegó al gran estrellato cuando trabajó nuevamente bajo las órdenes de Visconti en El gatopardo (Il gattopardo) junto a Burt Lancaster y Claudia Cardinale. Fue la séptima película más vista en Francia; Mélodie en sous-sol fue la sexta. Il gattopardo fue estrenada en Estados Unidos con la 20th Century Fox como distribuidora. 
Se convirtió en el actor más conocido de Francia. Protagonizó la película de capa y espada, El tulipán negro (1964), que fue otro éxito. Los felinos (Les félins) con el que se reunió con René Clement y compartió protagonismo con Jane Fonda, fue rodada conjuntamente en la versión francesa e inglesa. Aunque fue distribuida por MGM tuvo una fría recepción entre el público. En 1964, la Cinémathèque Française realizó una muestra de sus películas y Delon fundó la productora Delbeau Production, junto a Georges Beaume. Ambos produjeron el film La muerte no deserta (L'insoumis), protagonizada por el propio Delon en el que interpreta a un asesino de la OAS. Tuvo que ser reeditado debido a problemas legales y no tuvo una buena acogida en taquilla.

### Etapa en Hollywood

Alain Delon en Mando perdido en 1966

Tipificado como Latin Lover, pasó los siguientes años centrado en triunfar en Hollywood, por lo que quiso hacer una película en Estados Unidos y otras en Europa cada año. También dijo que su acento le impedía interpretar ciertos papeles: «Debido a mi acento, no intentaría interpretar a estadounidenses. Estoy trabajando para eliminar las inflexiones claramente francesas de mi discurso para poder jugar con todas las nacionalidades continentales».
En 1965, empezó con un pequeño papel en El Rolls-Royce amarillo junto a Shirley MacLaine en un rol con poco empaque. Su primer largometraje protagonizado en lengua inglesa fue El último homicidio (Once a Thief) junto a Ann-Margret, basada en la novela de Zekial Marko, pero sin éxito en taquilla. MGM anunció posteriormente que podría aparecer en el Western Ready for the Tiger dirigida por Sam Peckinpah, pero el proyecto nunca se realizó. En su lugar, firmó un contrato de tres películas con Columbia, por la cual apareció en la película bélica de gran presupuesto Mando perdido (Lost Command) (1966), interpretando a un miembro de la Legión Francesa, junto a Anthony Quinn y Claudia Cardinale. El estudio también anunció que aparecería en el biopic Cervantes, pero el proyecto no cristalizó. Universal Studios lo utilizó para su western, Texas Across the River, junto a Dean Martin. Ray Stark quiso que participara en los rodajes de La noche de la iguana y Propiedad condenada. En Europa, interpretó y produjo la película coral ¿Arde París?, dirigida por René Clément, que fue un auténtico éxito en Francia pero pasó inadvertida en Estados Unidos al igual que todas sus películas financiadas por Hollywood. Decidió abandonar Hollywood y volver a Francia, donde era una gran referencia aunque, junto a Steve McQueen y Sean Connery, era una de las grandes estrellas occidentales en Japón.

### Regreso a Francia

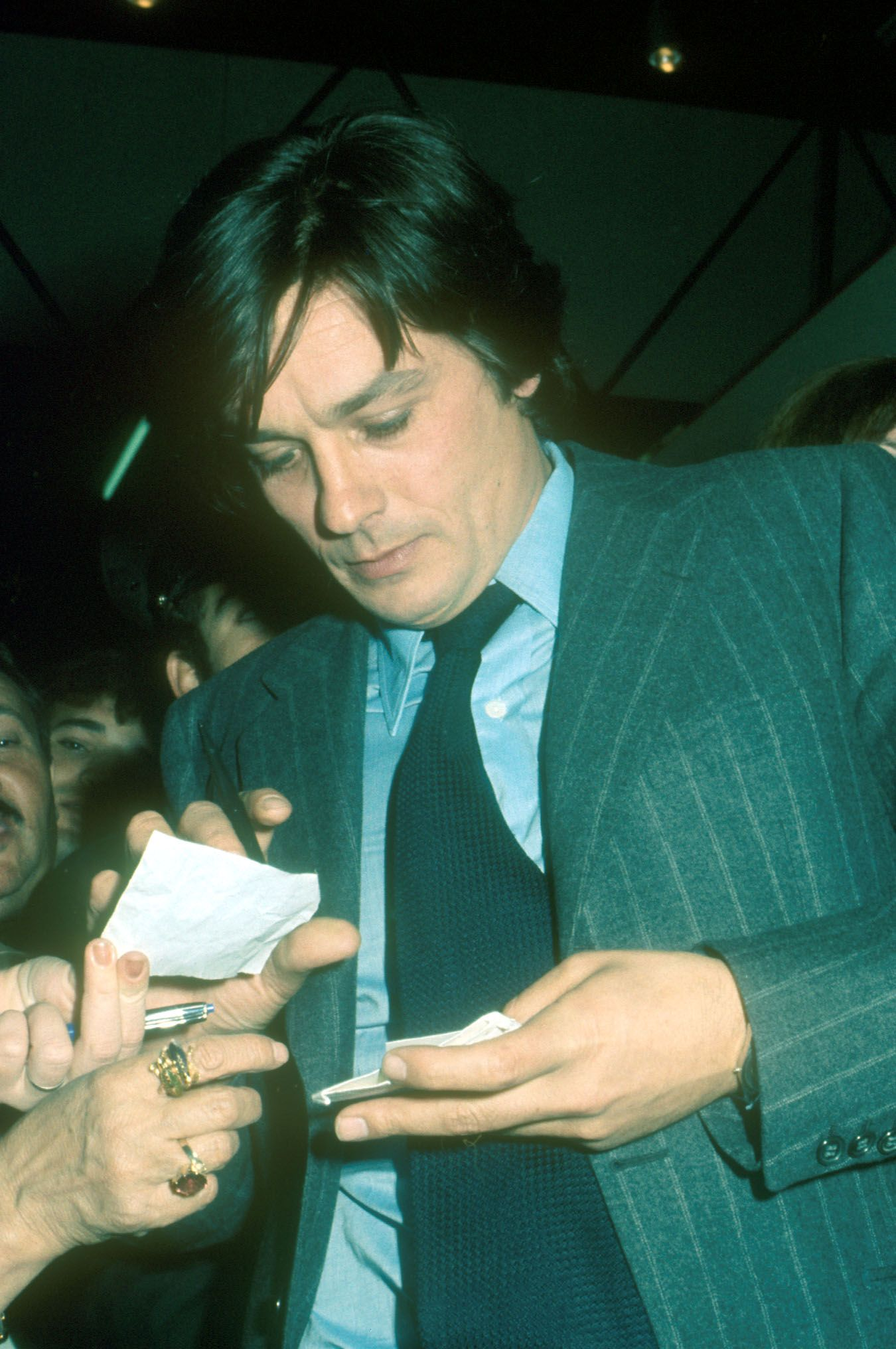
Delon, firmando autógrafos; 1971

Después de seis películas en Hollywood, volvió a Francia para protagonizar Tres aventureros (Les aventuriers) junto a Lino Ventura. Fue una de las películas más exitosas de su filmografía, aunque pasó desapercibida en Estados Unidos. Entre sus proyectos estuvo volver con Visconti para rodar El extranjero pero finalmente no cristalizó. En su lugar, trabajó en el teatro con la obra Les Yeux Creves y rodó El silencio de un hombre (Le Samouraï) con Jean-Pierre Melville, película convertida en un clásico y en todo un referente para futuros cineastas. Posteriormente, intervino en Diabólicamente tuyo (1968) para Julien Duvivier y tuvo una intervención en la antología de estrellas, Historias extraordinarias (1968); en el segmento dirigido por Louis Malle junto a Brigitte Bardot. Delon intentó otra incursión en una película rodada en inglés con La chica de la motocicleta (The Girl on a Motorcycle) (1968) con Marianne Faithfull dirigida por Jack Cardiff. Fue un éxito sorprendente en Gran Bretaña. Siguió su romance con la taquilla con la película de acción Adiós, amigo (Adieu l'ami), donde Delon y Charles Bronson interpretaron a dos exlegionarios que se involucran en un atraco. La película ayudó a convertir a Charles Bronson en una auténtica estrella en Europa.

Lino Ventura, Jean Gabin y Delon en el rodaje de El clan de los sicilianos (1969)

### Caso Marković
El 1 de octubre de 1968, mientras estaba rodando el thriller La piscina (La Piscine) con Romy Schneider, el amigo y guardaespaldas de Delon Stevan Marković fue encontrado muerto en un basurero del pueblo de Élancourt, cerca de París. Junto con el gánster corso François Marcantoni fueron investigados. Uno de los factores que apuntan en esa dirección fue una carta de Marković a su hermano Aleksandar, en la que escribió: «Si me matan, todo es por culpa de Alain Delon y de su padrino Francois Marcantoni». 
Y es que, precisamente, la investigación policial y una serie de artículos y testimonios de Borivoj Ackov revelaron denuncias de fiestas sexuales en las que participaron celebridades como Delon y miembros del gobierno, incluido el futuro primer ministro francés Georges Pompidou, cuya esposa, Claude Pompidou, supuestamente fue el foco de una serie de fotos comprometedoras en una de esas fiestas.
El caso supuso un gran escándalo en toda Francia y fue el epicentro de la prensa en lo que se denominó el «caso Marković». En una entrevista a la BBC de 1969 se le preguntó por su vinculación al asesinato de Marković, rumores de su vinculación en estas fiestas sexuales y sus preferencias sexuales con directores como Luchino Visconti entre otros. Expresó:

Periodista: La gente, una vez más, no se lo dice directamente a la cara, pero sugieren de manera muy notoria sus gustos homosexuales. Delon: Entonces, ¿qué hay de malo si lo hubiera hecho? ¿O lo hice? ¿Sería culpable de algo? Si me gusta, lo haré. Tenemos un gran actor en Francia llamado Michel Simon y Michel Simon dijo una vez: "Si te gusta tu cabra, haz el amor con tu cabra". Pero lo único que importa es amar.

### Más películas internacionales

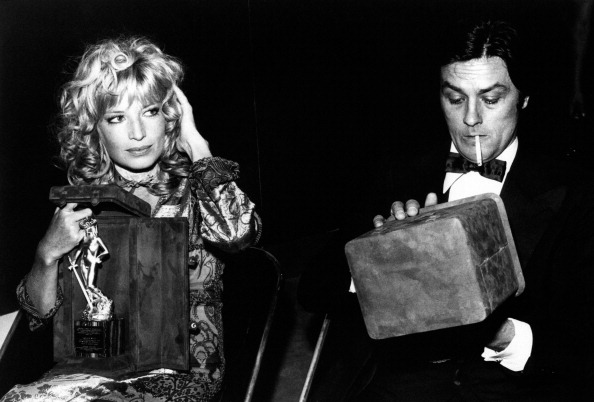
Delon y Monica Vitti en los Premios Donatello de 1972

A principios de la década de 1970 se centró en películas de gánsteres comenzando con Jeff (1969), producida por su productora, Adel y El clan de los sicilianos (Le clan des siciliens) (1969) junto a Lino Ventura y Jean Gabin. También fue popular el largometraje Borsalino (1970), donde fue productor y protagonista junto a Jean-Paul Belmondo. Ninguna de estas llegó al público estadounidense como fue su deseo. Tampoco lo consiguió Círculo rojo (Le Cercle Rouge), a pesar de que apareció junto a Yves Montand. En un cambio de registro de la época, produjo el drama romántico, Madly (1971) y la comedia La dulce hembra (Doucement les basses) (1971).
A principios de los 70, hizo un nuevo intento de entrar en el mercado estadounidense. El asesinato de Trotsky (The Assassination of Trotsky) (1972) de Joseph Losey tuvo una pobre acogida pero Sol rojo (Red Sun) (1972), con Charles Bronson y Toshiro Mifune, no fue del todo mal. En Francia, apareció en La viuda Couderc (1971) junto a Simone Signoret. Produjo y protagonizó el drama romántico La primera noche de la quietud (La prima notte di quiete) (1972), a la que le siguieron algunos thrillers como Crónica negra (1972), Traitement de choc (1973) y Tony Arzenta (1973). En 1973, grabó junto a la cantante Dalida, Paroles, paroles, que fue una de las canciones más populares en el imaginario francés. Hizo un nuevo intento en Hollywood con Scorpio (1973), con Burt Lancaster y a la órdenes de Michael Winner, que tampoco funcionó. En Francia, protagonizó en Las granjas ardientes (1973) y Creezy (1974). Produjo Dos contra la ciudad (1974) donde volvió a trabajar con Jean Gabin y Borsalino & Co. (1974), secuela de la película de 1970. Su ritmo de trabajo no descendió esos añosː la película de gánsteres Senos de hielo (Les seins de glace) (1974), la producción ítalo-francesa Zorro y las películas de suspense Flic Story (1975) (con Jean Louis Triginant), Alias el gitano (Le gitan) (1976) y Armaguedon (1976). Ese mismo año protagonizó El otro señor Klein (Monsieur Klein), por el que recibió la nominación a los Premios César.
A finales de los 70, volvió a la serie de películas estilo thriller que también produjo: L'Homme Presse (1977), Muerte de un corrupto (Mort d'un pourri) (1977), Le Gang (1977), Un intruso en el juego (Attention, les enfants regardent) (1978). En 1979, dijo que solo una cuarta parte de sus actividades comerciales involucran películas, que también tiene «un negocio de helicópteros, construye muebles, promueve peleas de premios y carreras de caballos», y que todavía estaba interesado en convertirse en una estrella en Estados Unidos. En 1979 hizo su último intento de entrar en el mercado estadounidense, interpretando al capitán Paul Metrand en Aeropuerto '80 (The Concorde ... Airport '79) (1979). Como casi todas sus intentos en el mundo anglófono, esta película tampoco funcionó. Volvió a interpretar y producir films franceses como El matasanos (Le toubib) (1979) y El derecho a matar (3 hommes à abattre) en 1980.

### Décadas de 1980 y 1990
Los 80 empezaron con un título significativo más por su valor social que por su valor artístico. En 1981, protagonizó Teheran 43, una producción soviética con una trama de tintes pacifistas y coprotagonizada con Claude Jade y Curd Jürgens y un largo castin de actores soviéticos. Posteriormente, volvió a las películas de acción como For a Cop's Hide (1981), Le choc (1982) y Le Battant (1983). En 1985, consiguió el Premio César al mejor actor por su papel en Notre histoire. Ese mismo año interpretó el papel del dandi barón de Charlus en la versión cinematográfica del clásico de Marcel Proust Swann in Love. Sus trabajos en la década de los 80 siguieron con Parole de flic (1986), The Passage, Let Sleeping Cops Lie (1988), y Dancing Machine (1990). En 1990, consiguió otro papel memorable al ponerse a las órdenes de Jean-Luc Godard para protagonizar Nouvelle Vague en 1990, en la que interpretó a gemelos. Su último gran papel fue el de la película Une chance sur deux de Patrice Leconte en 1998. Ese año, anunció su intención de retirarse de la interpretación para tan solo aceptar pequeños papeles. 
Delon adquirió la ciudadanía suiza el 23 de septiembre de 1999, y trasladó su compañía a Ginebra.

### Últimos años de interpretación

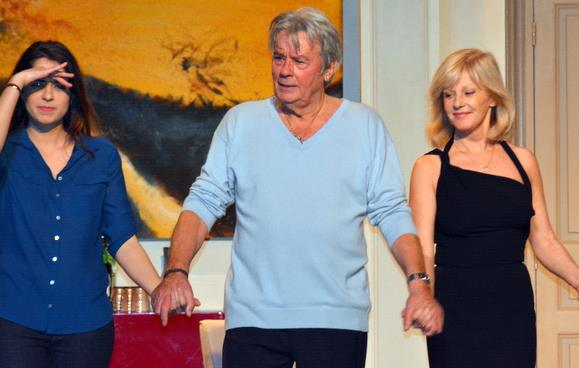
Delon en una representación teatral (2013)

En 2001, protagonizó el telefilm dramático Fabio Montale. Interpretó a un policía envejecido vestido con ropa elegante, un papel de «firma de Delon» para el público. El espectáculo fue un gran éxito. En 2003, trató de recrear el éxito de Fabio Montale y produjo y protagonizó otro drama policial de la televisión francesa, Frank Riva. Lo hizo bien, pero menos que Fabio Montale. En 2008, aceptó el papel de Julio César en el éxito de taquilla Asterix aux jeux Olympiques donde compartió reparto con Gérard Depardieu. Aparte de la televisión, también hizo alguna aparición en teatro; en 2008 regresó con la obra Cartas de amor, junto a Anouk Aimée, basada en una obra de A.R. Gurney. En 2018, después de siete años alejado de las pantallas, planificó protagonizar una nueva película titulada La Maison Vide, con Juliette Binoche y dirigida por Patrice Leconte. De todas maneras, en noviembre de 2018 se anunció su cancelación sin dar ninguna explicación al respecto. Sus últimas apariciones fueron el telefilm de 2011 Une journée ordinaire, la producción rusa de 2012 S Novym godom, Mamy! en la que se interpretaba a sí mismo y nuevamente como Alain Delon en Toute Ressemblance ambientada en un talkshow.
En abril de 2019, a la 83 años, publicó una nueva canción. El corte, titulado Je n'aime que toi, fue compuesta por Rick Allison y Julia Paris. Ya en 1973 había registrado el éxito internacional Paroles...paroles junto a la cantante franco-egipcia Dalida. En 1983 colaboró con Shirley Bassey en otro éxito internacional Thought I'd ring you.
En el Festival Internacional de Cine de Cannes de 2019, recibió la Palma de Oro a su trayectoria y el festival organizó ese año una retrospectiva de su carrera. Hubo mucha controversia en torno a que recibiera este premio debido a los presuntos comentarios que había hecho sobre el trato a las mujeres durante su carrera y en su vida privada. Thierry Fremaux, director artístico del festival, dijo a la audiencia de Cannes durante un homenaje en la ceremonia: «Sabemos que la intolerancia ha vuelto, se nos pide que creamos que si todos pensamos lo mismo nos protegerá del riesgo de ser detestado o de estar equivocado, pero Alain Delon no tiene miedo de estar equivocado, de ser detestado, y no piensa como los demás, y no tiene miedo de estar solo». «Para mí, es más que el final de una carrera. Es el final de una vida. Siento que estoy recibiendo un homenaje póstumo mientras estoy vivo», dijo Delon. Recibió el premio de manos de su hija Anouchka Delon.

## Como empresario
En la década de los 70, expandió sus intereses más allá del mundo de la interpretación. Compró caballos para hacer carrera de trotones y promocionó combates de boxeo. A partir de una línea de perfumes que llevaban su nombre, puso en el mercado una variedad de productos bajo su nombre, incluidos relojes de pulsera, ropa, gafas, artículos de papelería y cigarrillos. Las gafas de sol de Delon se convirtieron en muy populares en Hong Kong después de que el actor Chow Yun-fat las usara en la película de 1986 A Better Tomorrow. Delon escribió una carta a Chow agradeciéndole que popularizó su producto en la región. En 2009 y 2015, Christian Dior utilizó las imágenes del joven Alain Delon para su campaña de publicidad de la colonia Eau Sauvage.

## Vida personal

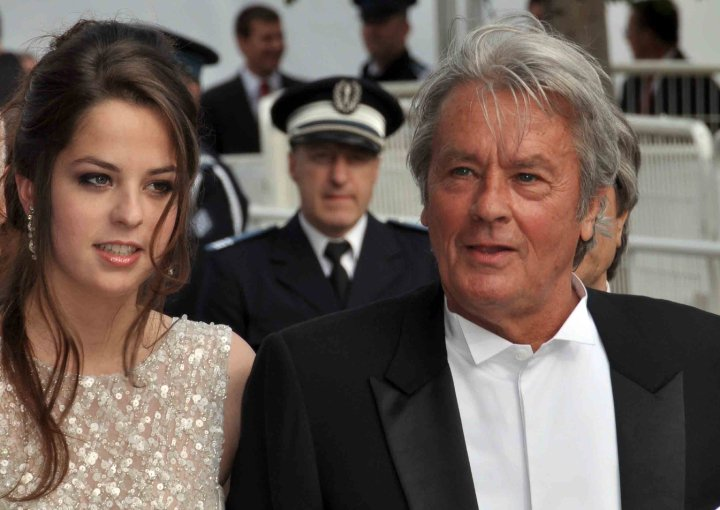
Alain Delon junto a su hija Anouchka Delon en 2010.

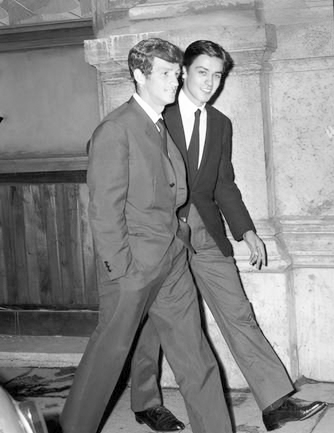
Jean Paul Belmondo y Delon en 1961, su amistad duraría hasta la muerte del primero (2021).

Fue amigo personal del actor Jean Paul Belmondo, considerado la antítesis de Delon.
El actor tuvo numerosos romances. Mantuvo una importante relación con la actriz vienesa Romy Schneider con quien conservó una profunda amistad hasta el fallecimiento de ella en 1982. En 1963, mantuvo un romance con la cantante alemana Nico; fruto de esta relación nació su primer hijo, Christian Aaron Boulogne «Ari» el cual llegó a ser fotógrafo y actor ocasional. Delon a pesar del reconocible parecido con Boulougne nunca quiso reconocer a su hijo y, en septiembre de 2019, Christian Aaron «Ari» Boulogne lo llevó a juicio para el reconocimiento de su paternidad, cosa que no pudo lograr. Ari Boulogne falleció de sobredosis en París en mayo de 2023.
En 1964, se casó con Nathalie Delon, actriz francesa nacida en Uchda (Marruecos), con quien tuvo a su hijo, Anthony Delon. La pareja se divorció en 1968.
Posteriormente convivió entre los años 1968 y 1984 con la actriz francesa Mireille Darc, su más prolongada relación, de quien se separó más tarde en forma amistosa. Posteriormente, tuvo breves romances con la actriz Anne Parillaud y Catherine Bleynie, exmujer de Didier Pironi.
En 1987, se casó con la modelo, actriz y escritora neerlandesa Rosalie Van Breemen, a quien conoció durante la filmación de su videoclip Comme Au Cinema y con quien tuvo dos hijos: Anouchka y Alain-Fabien. La pareja se separó en 2002. 
Según sus propias declaraciones, sus hijos eran sus únicos amores y su hija Anouchka era su compañera predilecta en la mayoría de los eventos sociales a los que asistía.[cita requerida]
Se dedicó a coleccionar arte, a las carreras de caballos y a la promoción de eventos de boxeo (promocionó a su amigo, el campeón argentino Carlos Monzón).
En 2005, fue condecorado con la Legión de Honor por su contribución al cine francés.[cita requerida]

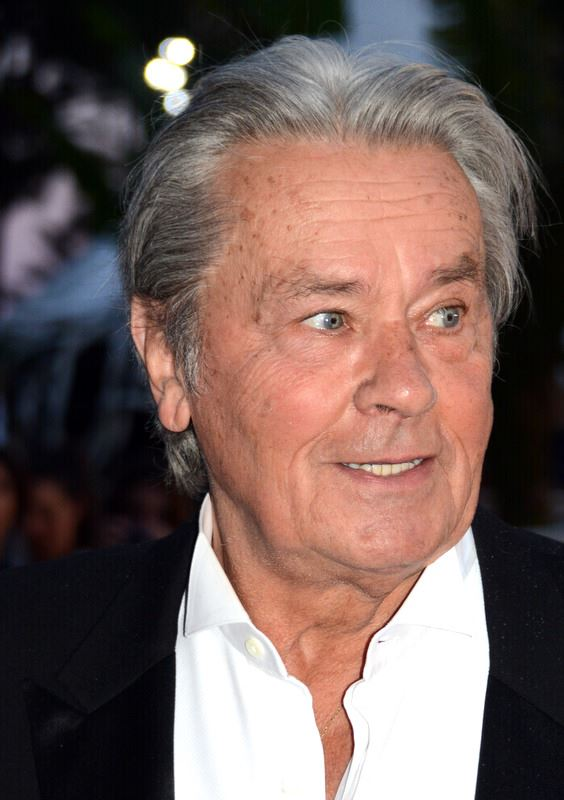
Delon, en el Festival de Cannes 2013.

En agosto de 2019, sufrió un accidente cerebrovascular leve, del cual se recuperó. En julio de 2021, hizo su primera aparición en una entrevista a TV5Monde, donde el actor reconoció que tenía la intención de volver a aparecer en una nueva película.
En julio de 2023, tomó la decisión de vender todo su patrimonio (valorado en 275 millones de dólares) para evitar que sus hijos se pelearan por su herencia. Entre las propiedades vendidas se contaba su colección de cuadros, una de sus pasiones durante más de 60 años, que subastó por 8 millones de euros.
Vivió en Chêne-Bougeries en el cantón de Ginebra, Suiza, y Douchy, Francia.

### Opiniones políticas
Delon se describió a sí mismo como un gaullista, explicando que fue criado "en el espíritu del general Charles de Gaulle". Cuando de Gaulle renunció a la presidencia francesa después de perder un referéndum nacional en 1969, Delon le dijo en una carta: "Siempre, y aún más en estos años gracias a ti, me sentí orgulloso de ser francés", y luego escribió sobre el resultado: "Siento con miedo una sensación de vergüenza que me rompe el corazón". Más tarde, Delon apoyó al candidato de centroderecha Valéry Giscard d'Estaing en su exitosa campaña presidencial de 1974, y nuevamente en su fallido intento de ser reelegido en 1981. Dio su apoyo a Raymond Barre en 1988 y a Nicolas Sarkozy en 2007. En 2017, respaldó al candidato gaullista François Fillon, que quedó tercero en las elecciones presidenciales de ese año, pero dijo que no votó en la segunda vuelta entre Emmanuel Macron y Marine Le Pen.  Más tarde respaldó a Valérie Pécresse en 2022, llamándola "la única mujer que quiere que sea presidenta".
Durante una entrevista en 2013, Delon expresó su simpatía por el éxito electoral del Frente Nacional de extrema derecha, diciendo: "El Frente Nacional, como el MCG en Ginebra, es muy importante... Lo aliento y lo entiendo perfectamente". Sin embargo, en otra entrevista en 2018, negó haber votado alguna vez por Marine Le Pen.

## Polémica con la eutanasia
En una entrevista en 2021 a Paris Match, expresó su apoyo a la eutanasia, definiéndola como «la cosa más natural y lógica del mundo». En 2022, su hijo Anthony reveló en su autobiografía Entre chien et loup que, después de la muerte de su madre Nathalie, Alain dijo que quería que le quitaran el soporte vital si caía en coma, y le había pedido a Anthony que cumpliera con su solicitud si surgía tal circunstancia. Eso dio pie a que algunos medios de comunicación publicaran que el actor solicitaría que se le aplicase la eutanasia en Suiza, debido a que considera que su estado de salud ya era insostenible. Unos hechos que negó su otro hijo, Alain-Fabien, aduciendo que las declaraciones del libro de Anthony Delon habían sido sacadas de contexto.

## Muerte
Falleció el 18 de agosto de 2024 en su casa en Douchy, Francia, en la madrugada, de acuerdo a lo informado por sus hijos.
Varias personalidades rindieron homenaje a Delon, entre ellas Brigitte Bardot, Claudia Cardinale, Céline Dion, Isabelle Adjani, y Jean Dujardin. A nivel internacional, también expresaron su respeto los actores Antonio Banderas, Susana Giménez, Amanda Lear, Mirtha Legrand, Sophia Loren, Ornella Muti, Ottavia Piccolo, Jean-Claude Van Damme y los cineastas Jim Jarmusch y John Woo. La Academia de las Artes y Técnicas del Cine de Francia un comunicado en el que lamentó la pérdida de "un ícono eterno del séptimo arte".  Numerosos líderes políticos también le rindieron homenaje, entre ellos Emmanuel Macron, Expresidente Nicolas Sarkozy, pPrimer ministro de Francia Gabriel Attal, Ministra de Cultura de Francia Rachida Dati, y Alcaldesa de París Anne Hidalgo. Presidente de la República Francesa Emmanuel Macron lo describe como “melancólico, popular, reservado” y lo define como “más que una estrella: un monumento francés”. A nivel internacional, reaccionaron figuras como Matteo Salvini (vicepresidente del Consejo de Ministros de Italia), Andrey Yermak (jefe de gabinete del presidente de Ucrania), Nicolae Ciucă (presidente del Senado de Rumanía y ex primer ministro rumano), Dominique Ouattara (primera dama de Costa de Marfil) y Boiko Borísov (líder del GERB y ex primer ministro de Bulgaria). El Ministerio de Cultura de Armenia también expresa sus condolencias.
El mismo día de su muerte, varias cadenas de televisión francesas, plataformas de streaming y salas de cine modificaron su programación para emitir películas y documentales protagonizados por o dedicados a Alain Delon. Lo mismo ocurre en Suiza, China, Italia e Irán.
Al día siguiente, la muerte de Alain Delon ocupó los titulares de la prensa mundial y fue objeto de una importante atención mediática.
Rechazando cualquier homenaje nacional, Alain Delon fue enterrado el 24 de agosto de 2024 en una capilla privada ubicada en la finca de La Brûlerie, en Douchy, como era su deseo, junto a sus treinta y cinco perros. Unas cincuenta personas asistieron al entierro íntimo, incluidos los tres hijos del actor.

## Filmografía

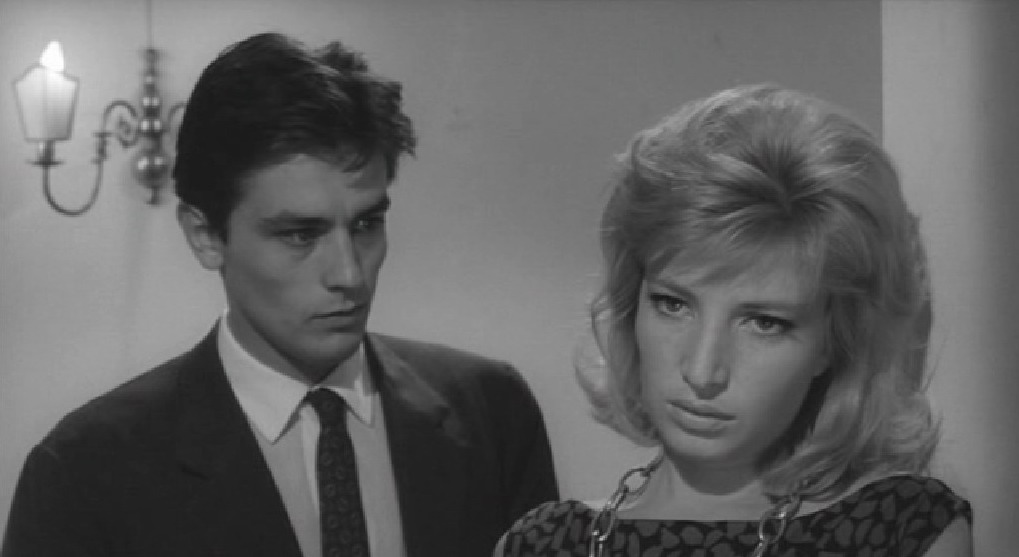
Alain Delon en El eclipse (1962)

Cine
| Año  | Título en español                    | Título original                       | Director                                   | Personaje                                  |
| ---- | ------------------------------------ | ------------------------------------- | ------------------------------------------ | ------------------------------------------ |
| 1957 | Quand la femme s'en mele             | Quand la femme s'en mele              | Yves Allégret                              | Jo                                         |
| 1958 | Una rubia peligrosa                  | Sois belle et tais-toi                | Marc Allégret                              | Loulou                                     |
| 1958 | Amoríos                              | Christine                             | Pierre Gaspard-Huit                        | Franz Lobheiner                            |
| 1959 | Débiles mujeres                      | Faibles femmes                        | Michel Boisrond                            | Julien Fenal                               |
| 1959 | Le chemin des écoliers               | Le chemin des écoliers                | Michel Boisrond                            | Antoine Michaud                            |
| 1960 | A pleno sol                          | Plein soleil                          | René Clément                               | Tom Ripley                                 |
| 1960 | Rocco y sus hermanos                 | Rocco e i suoi fratelli               | Luchino Visconti                           | Rocco Parondi                              |
| 1961 | Qué alegría vivir!                   | Che gioia vivere                      | René Clément                               | Ulysse Cecconato                           |
| 1961 | Amores célebres                      | Amours célèbres                       | Michel Boisrond                            | El príncipe Albert                         |
| 1962 | El eclipse                           | L'eclisse                             | Michelangelo Antonioni                     | Piero                                      |
| 1962 | El diablo y los diez mandamientos    | Le Diable et les Dix Commandements    | Julien Duvivier                            | Pierre Messager                            |
| 1963 | El gatopardo                         | Il gattopardo                         | Luchino Visconti                           | Tancredi Falconeri                         |
| 1963 | Gran jugada en la Costa Azul         | Mélodie en sous-sol                   | Henri Verneuil                             | Francis Verlot                             |
| 1964 | El tulipán negro                     | La Tulipe Noire                       | Christian-Jaque                            | Julien de Saint Preux                      |
| 1964 | Los felinos                          | Les félins                            | René Clément                               | Marc                                       |
| 1964 | La muerte no deserta                 | L'insoumis                            | Alain Cavalier                             | Thomas Vlassenroot                         |
| 1964 | El Rolls-Royce amarillo              | The Yellow Rolls-Royce                | Anthony Asquith                            | Stefano                                    |
| 1965 | El último homicidio                  | Once a Thief                          | Ralph Nelson                               | Eddie Pedak                                |
| 1966 | Mando perdido                        | Lost Command                          | Mark Robson                                | Capitán Philippe Esclavier                 |
| 1966 | Texas                                | Texas Across the River                | Michael Gordon                             | Don Andrea Baldasar                        |
| 1966 | ¿Arde París?                         | Paris brûle-t-il?                     | René Clément                               | Jacques Chaban-Delmas                      |
| 1967 | Tres aventureros                     | Les aventuriers                       | Robert Enrico                              | Manu                                       |
| 1967 | El silencio de un hombre             | Le samouraï                           | Jean-Pierre Melville                       | Jef Costello                               |
| 1968 | La chica de la motocicleta           | The Girl on a Motorcycle              | Jack Cardiff                               | Daniel                                     |
| 1968 | Historias extraordinarias            | Tre passi nel delirio                 | Federico Fellini, Louis Malle, Roger Vadim | William Wilson (segmento "William Wilson") |
| 1969 | La piscina                           | La piscine                            | Jacques Deray                              | Jean-Paul                                  |
| 1969 | El clan de los sicilianos            | Le clan des siciliens                 | Henri Verneuil                             | Roger Sartet                               |
| 1969 | Jeff                                 | Jeff                                  | Jean Herman                                | Laurent                                    |
| 1970 | Borsalino                            | Borsalino                             | Jacques Deray                              | Roch Siffredi                              |
| 1970 | Círculo rojo                         | Le cercle rouge                       | Jean-Pierre Melville                       | Corey                                      |
| 1970 | Madly                                | Madly                                 | Roger Kahane                               | Julien                                     |
| 1971 | Sol rojo                             | Soleil rouge                          | Terence Young                              | Gauche                                     |
| 1971 | La dulce hembra                      | Doucement les basses                  | Jacques Deray                              | Simon Médieu                               |
| 1971 | La viuda Couderc                     | La veuve Couderc                      | Pierre Granier-Deferre                     | Jean Lavigne                               |
| 1972 | El asesinato de Trotsky              | The Assassination of Trotsky          | Joseph Losey                               | Frank Jackson                              |
| 1972 | La primera noche de la quietud       | La prima notte di quiete              | Valerio Zurlini                            | Daniele Dominici                           |
| 1972 | Crónica negra                        | Un flic                               | Jean-Pierre Melville                       | Comisario Edouard Coleman                  |
| 1973 | Dos contra la ciudad                 | Deux hommes dans la ville             | José Giovanni                              | Gino Strabliggi                            |
| 1973 | Tony Arzenta                         | Tony Arzenta                          | Duccio Tessari                             | Tony Arzenta                               |
| 1973 | Scorpio                              | Scorpio                               | Michael Winner                             | Jean Laurier                               |
| 1973 | Las granjas ardientes                | Les granges brûlées                   | Jean Chapot                                | Pierre Larcher                             |
| 1973 | Tratamiento de shock                 | Traitement de choc                    | Alain Jessua                               | Doctor Devilers                            |
| 1974 | Creezy, mujer objeto                 | La race des 'seigneurs                | Pierre Granier-Deferre                     | Julien Dandieu                             |
| 1974 | Borsalino y Compañía                 | Borsalino and Co.                     | Jacques Deray                              | Roch Siffredi                              |
| 1974 | Senos de hielo                       | Les seins de glace                    | Georges Lautner                            | Marc Rilson                                |
| 1975 | El Zorro                             | El Zorro                              | Duccio Tessari                             | Don Diego / El Zorro                       |
| 1975 | Flic story                           | Flic story                            | Jacques Deray                              | Roger Borniche                             |
| 1975 | Alias el gitano                      | Le gitan                              | José Giovanni                              | Hugo Sennart, Le Gitan                     |
| 1976 | La última esperanza                  | Comme un boomerang                    | José Giovanni                              | Jacques Batkin                             |
| 1976 | El otro señor Klein                  | Mr. Klein                             | Joseph Losey                               | Mr. Robert Klein                           |
| 1977 | El gang (Los granujas)               | Le gang                               | Jacques Deray                              | Robert, dit 'le dingue'                    |
| 1977 | Armaguedon, la voz del fin del mundo | Armaguedon                            | Alain Jessua                               | Dr. Michel Ambrose                         |
| 1977 | L'homme pressé                       | L'homme pressé                        | Édouard Molinaro                           | Pierre Niox                                |
| 1977 | Muerte de un corrupto                | Mort d'un pourri                      | Georges Lautner                            | Xavier 'Xav' Maréchal                      |
| 1978 | Un intruso en el juego               | Attention, les enfants regardent      | Serge Leroy                                | El hombre                                  |
| 1979 | Aeropuerto 80                        | The Concorde... Airport '79           | David Lowell Rich                          | Capt. Paul Metrand                         |
| 1979 | El matasanos                         | Le toubib                             | Pierre Granier-Deferre                     | Jean-Marie Desprée                         |
| 1980 | Derecho a matar                      | 3 hommes à abattre                    | Jacques Deray                              | Michel Gerfaut                             |
| 1981 | Teheran 43                           | Tegeran-43                            | Aleksandr Alov y Vladimir Naumov           | Inspector Georges Foche                    |
| 1981 | Por la piel de un policía            | Pour la peau d'un flic                | Alain Delon                                | Choucas                                    |
| 1982 | El Choque                            | Le choc                               | Robin Davis                                | Martin Terrier                             |
| 1983 | Cerco de muerte                      | Le battant                            | Alain Delon                                | Jacques Darnay                             |
| 1984 | El amor de Swann                     | Un amour de Swann                     | Volker Schlöndorff                         | Barón de Charlus                           |
| 1984 | Nuestra historia                     | Notre histoire                        | Bertrand Blier                             | Robert Avranche                            |
| 1985 | Palabra de ley                       | Parole de flic                        | José Pinheiro                              | Daniel Pratt                               |
| 1986 | Trayecto mortal                      | Le passage                            | René Manzor                                | Jean Diaz                                  |
| 1988 | No despertar a un policía que duerme | Ne réveillez pas un flic qui dort     | José Pinheiro                              | Eugéne Grindel                             |
| 1990 | Nueva ola                            | Nouvelle vague                        | Jean-Luc Godard                            | Richard Lennox                             |
| 1990 | Dancing machine                      | Dancing machine                       | Gilles Béhat                               | Alan Wolf                                  |
| 1992 | El regreso de Casanova               | Le retour de Casanova                 | Edouard Niermans                           | Casanova                                   |
| 1993 | Un crime                             | Un crime                              | Jacques Deray                              | Maître Charles Dunand                      |
| 1994 | L'ours en peluche                    | L'ours en peluche                     | Jacques Deray                              | Jean Rivière                               |
| 1995 | Las cien y una noches                | Les cent et une nuits de Simon Cinéma | Agnès Varda                                | Él mismo                                   |
| 1997 | El día y la noche                    | Le jour et la nuit                    | Bernard-Henri Lévy                         | Alexandre                                  |
| 1998 | Uno de dos                           | 1 chance sur 2                        | Patrice Leconte                            | Julien Vignal                              |
| 2008 | Astérix en los Juegos Olímpicos      | Astérix aux jeux olympiques           | Frédéric Forestier y Thomas Langmann       | Julio César                                |
| 2012 | S Novym godom, mamy!                 | S Novym godom, mamy!                  | Artyom Aksenenko                           | Alain Delon                                |
| 2019 | Toute ressemblance                   | Toute ressemblance                    | Michel Denisot                             | Alain Delon                                |

## Premios
- Premios César 1985: César al mejor actor por Notre histoire de Bertrand Blier.
- Palma de Oro honorífica del Festival de Cannes 2019.[115][2]

## En la cultura popular
Su rostro sirvió como base inspiracional al dibujante Enrique Villagrán, quien firmaba bajo el seudónimo de Gómez Sierra, para la creación del personaje de historietas Alexander Pawkorsky, un príncipe polaco exiliado de su país de origen, de la saga Los aventureros de la editorial argentina Columba, con guiones del escritor Robin Wood.